# 潘索斯
潘索斯(西班牙语：Panzós）是危地馬拉的城鎮，由上維拉帕斯省負責管轄，位於該國東部，距離首都危地馬拉市290公里，始建於1861年10月11日，面積537平方公里，海拔高度18米，2002年人口62,125。
15°24′N 89°40′W / 15.400°N 89.667°W
1. ↑  Citypopulation.de Population of departments and municipalities in Guatemala